# Organización territorial de Estonia
El condado (en estonio: maakond) es una subdivisión administrativa de Estonia. Estonia está dividida en 15 condados. El gobierno (en estonio: maavalitsus) de cada condado lo encabeza un gobernador del condado (en estonio: maavanem), que representa al gobierno nacional a nivel regional. Es nombrado por el Gobierno estonio por un período de cinco años.

## Lista de condados
| Condado (nombre en estonio) | Capital    |
| --------------------------- | ---------- |
| Harju (Harjumaa)            | Tallin     |
| Hiiu (Hiiumaa)              | Kärdla     |
| Ida-Viru (Ida-Virumaa)      | Jõhvi      |
| Järva (Järvamaa)            | Paide      |
| Jõgeva (Jõgevamaa)          | Jõgeva     |
| Lääne (Läänemaa)            | Haapsalu   |
| Lääne-Viru (Lääne-Virumaa)  | Rakvere    |
| Pärnu (Pärnumaa)            | Pärnu      |
| Põlva (Põlvamaa)            | Põlva      |
| Rapla (Raplamaa)            | Rapla      |
| Saare (Saaremaa)            | Kuressaare |
| Tartu (Tartumaa)            | Tartu      |
| Valga (Valgamaa)            | Valga      |
| Viljandi (Viljandimaa)      | Viljandi   |
| Võru (Võrumaa)              | Võru       |

Los condados de Estonia.

Cada condado, a su vez, se divide en municipios que son de dos tipos: municipios urbanos o ciudades (en estonio linn), y municipios rurales (en estonio vald).

## Historia
Los límites actuales de los condados fueron fijados el 1 de enero de 1990.